# Ахалцыхский 162-й пехотный полк
162-й пехотный Ахалцыхский полк — пехотная воинская часть Русской императорской армии. Входил в состав 41-й пехотной дивизии.

## Формирование полка
Сформирован 1 августа 1874 года из 4-х батальонов 19-й пехотной дивизии, при чем батальоны составились: 1-й — из батальона 73-го Крымского, 2-й — из батальона 74-го Ставропольского, 3-й — из батальона 75-го Севастопольского и 4-й — из батальона 76-го Кубанского пехотных полков. При сформировании Ахалцыхскому полку было сохранено отличие, имевшееся в перечисленных выше батальонах, — знаки на шапках, с надписью: «За отличие при покорении Западного Кавказа в 1864 г.».
Расформирован в январе 1918 года.

## Кампании

### Русско-турецкая война 1877—1878 годов
Боевое крещение Ахалцыхский полк получил в русско-турецкую войну 1877—1878 гг., причём ему приходилось действовать по-батальонно, по-ротно и даже в составе небольших команд, распределённых по различным отрядам и колоннам. Формуляр Ахалцыхского полка заполнен целым рядом боёв и дел, а именно: дела под Сухумом, у Маджарского поста, у Очемчир, Званбай и Дранда, у поста Адлер, с. Александровского, у Акапских высот, у Боготского моста, занятие линии р. Кодор, у с. Моквы, на р. Гализге, у с. Поквеши и Илори, у с. Меркула, на р. Келасури, овладение Гагринскими теснинами, перестрелка у Муха-Эстатэ и Хуцубани, атака Цихидзури, и друг. Особенно выделились Ахалцыхцы в майских действиях отряда генерал-майора Кравченко, которому приходилось иметь дело и с турецким десантом и с возмутившимися туземцами, находясь при этом в чрезвычайно неблагоприятных местных и климатических условиях. За оказанные боевые отличия Ахалцыхскому полку были пожалованы: 1-му и 4-му батальонам Георгиевские знамёна с надписью: «За отличия в турецкую войну 1877 и 1878 гг.», а 2-му и 3-му батальонам — Георгиевские трубы с той же надписью.
В мае 1879 года батальон Ахалцыхского полка принял участие в Ахал-Текинской экспедиции генерала Ломакина, из которой возвратился в конце того же года.
В 1883 году Ахалцыхский полк покинул Кавказ и перешел в Европейскую Россию, где наступил для нею свыше 20-летний мирный период. В том же году, вследствие нового закона о знаменах и регалиях, Ахалцыхскому полку были присвоены: Георгиевское полковое знамя и Георгиевские серебряные трубы и знаки на головные уборы с прежними надписями.

### Русско-японская война
В русско-японской войне Ахалцыхский полк принимал участие с января 1905 года, осчастливленный личным напутствием Государя Императора Николая II. В Мукденском бою полк раздергивался по различным отрядам и колоннам. Сводный батальон принимал участие в боях отряда полковника Запольского, а 10-я рота Ахалцыхского полка находилась в отряде генерал-майора П. К. Домбровского, и 24 февраля, Ахалцыхцы отбили атаки японцев у Кунцзятуня и атаковали Тхэнитунь. 25 февраля получено приказание отходить на Вазыэ и далее на Телин. 25 февраля, к вечеру, полк отошёл к д. Вазыэ и находился в обширной выемке (промоине) между деревней и полотном железной дороги. Японцы постепенно продвигались к северной части деревни, пытаясь окружить наши собравшиеся части, и с закатом солнца стали действовать решительнее: их густые цепи начали наступление на деревню с южной стороны, а более слабые части показались с северной стороны. Благодаря усиленному огню и лихой атаке стрелков, нашему небольшому отряду удалось пробиться последнему к северу, а прочие части оказались в кольце японцев, которые их почти окружили и готовились к ночному бою. Оторвавшаяся часть Ахалыхского полка, при которой находилось и знамя, пробиваясь сквозь окружавшие цепи японцев, наткнулась на занятый неприятелем окоп и атаковала его, что произошло около 7 1/2 ч. вечера. К ужасу командира знаменной роты — капитана Жирнова — бесповоротно обозначилось, что бившаяся под сенью родного знамени горсть Ахалцыхцев, составлявшая его сводную роту, должна будет погибнуть в рукопашной схватке, так как её уже окружили японцы со всех сторон. Не колеблясь, Жирнов приказывает в этом безвыходном положении знаменщику, унтер-офицеру Гришанову, сорвать знамя и спрятать. Проникнутый истинным чувством долга и сознанием важности приказания, Гришанов, разорвав чехол, срезал с древка полотнище знамени и спрятал его у себя на груди, сперва под шинель, а затем под рубашку, обмотав полотнище кругом своего тела. Капитан же Жирнов, с целью отвлечь внимание японцев от знаменщика, взял древко и, высоко его подняв, устремился в противоположную сторону. На следующий день Жирнов был убит, а Гришанов — захвачен в плен и вскоре отправлен в Японию. Сознавая свою ответственность перед полком и опасаясь, чтобы японцы как-нибудь не обнаружили знамени, Гришанов ухитрился зашить его в подкладку мундира, но потом не вынес постоянных мучительных тревог и тайно передал знамя на хранение поручику своего же полка Хондажевскому, находившемуся также в плену. Хондажевский бережно хранил знамя сперва зашитым в китайское одеяло, а потом под мехом своего пальто почти в течение 9 месяцев при исключительно трудных условиях. О спасении знамени было известно нескольким человекам, а поэтому приходилось опасаться, что как-нибудь тайна эта будет обнаружена. 14 ноября 1905 года поручик Хондажевский представил знамя генерал-лейтенанту Данилову, прибывшему в Японию комиссаром для приёма наших пленных. Затем знамя было представлено главнокомандующему генерал-адъютанту Линевичу, который и передал его торжественно в полк. Поручик Хондажевский и унтер-офицер Гришанов за оказанный подвиг были награждены: первый— орденом св. Владимира 4-й степени с мечами и бантом, а последний — знаком военного ордена высшей степени. Кроме того, Государь Император, желая увековечить память героев, спасших знамя, Высочайше повелеть соизволил навечно зачислить поручика Хондажевского и унтер-офицера Гришанова в списки полка. Не был забыт и доблестный подвиг капитана Жирнова, свято исполнившего долг присяги: по Высочайшему повелению, Жирнов не только зачислен навсегда в списки полка, но и признан награждённым за спасение знамени орденом св. Георгия 4-й степени. За подвиги, оказанные Ахалцыхцами в эту войну, полку пожалован «поход за военное отличие».

## Знаки отличия полка
1. Полковое знамя Георгиевское с надписью: «За отличие в Турецкую войну 1877 и 1878 годов».
2. Знаки на головные уборы с надписью: «За отличие при покорении Западного Кавказа в 1864 году». Пожалованы 20.07.1865 г. 73-му Крымскому, 76-му Кубанскому, 75-му Севастопольскому и 74-му Ставропольскому пехотным полкам
3. Георгиевские трубы с надписью: «За отличие в Турецкую войну 1877 и 1878 годов». Пожалованы 13.10.1878 г.
4. Поход за отличие за русско-японскую войну 1904—1905 гг.

## Командиры
- 28.09.1874 — 03.05.1878 — полковник Шидловский, Ростислав Васильевич
- 03.05.1878 — 03.08.1890 — полковник Мелик-Мнацеканов, Симон Романович
- 13.08.1890 — 28.01.1891 — полковник Славутинский, Иван Петрович
- 04.02.1891 — 02.10.1892 — полковник Люце, Алексей Фёдорович
- 05.10.1892 — 14.01.1898 — полковник Борисоглебский, Егор Васильевич
- 21.01.1898 — 14.08.1898 — полковник Романов, Михаил Яковлевич
- 26.09.1898 — 31.08.1899[2] — полковник Стромилов, Николай Николаевич
- 25.09.1899 — 01.06.1904 — полковник Фомин, Михаил Назарович
- 01.06.1904 — 01.12.1908 — полковник Гаврилов, Александр Петрович
- 24.12.1908 — 08.03.1915 — полковник (с 07.12.1914 генерал-майор) Сушков, Владимир Николаевич
- 21.03.1915 — 27.08.1916[3] — полковник Лебедев, Владимир Тимофеевич
- 09.09.1916 — после 25.08.1917 — полковник Черноярский, Григорий Иванович

## Известные люди, служившие в полку
- Филатов, Михаил Алексеевич — советский военачальник, генерал-майор.